# German UPA

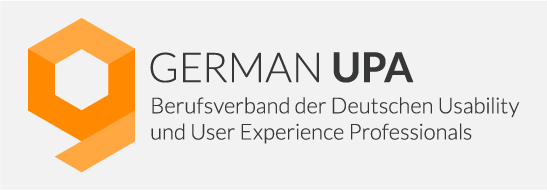
Logo des Berufsverband der Deutschen Usability und User Experience Professionals – German UPA e. V.

Der German UPA e. V. ist eine Vertretung für Fachkräfte aus dem Bereich User Experience (UX) und Software-Ergonomie (Usability) im deutschsprachigen Raum. Die Mitglieder sind insbesondere tätig in den Bereichen Anwenderspezifikation (User Requirements), Interaktionsdesign, Software-Ergonomie, Informationsarchitektur, Benutzer-Schnittstellengestaltung und Usability-Tests. Der eingetragene Verein war 2023 mit über 2.100 Mitgliedern (laut eigenen Angaben) der mitgliederstärkste deutschsprachige Berufsverband im Bereich UX/Software-Ergonomie. und laut eigenen Angaben auch der mitgliederstärkste Europas.
Präsident ist Thomas Jackstädt (Stand März 2025).

## Hintergrund
Die German UPA wurde 2002 in Stuttgart gegründet, ursprünglich als German Chapter of the Usability Professionals Association (nationale Vertretung der internationalen UPA, heute UXPA). Später wurde der Verband vollständig unabhängig.
Hauptaufgabe des Verbandes mit ist die Schaffung von international anerkannten Standards in dem vergleichsweise jungen Berufsfeld. Ein weiterer Schwerpunkt ist die Schaffung eines Bewusstseins bei Industrie-, Handels- und Dienstleistungsunternehmen, welche Mehrwerte „auf Usability optimierte Produkte“ den Nutzern bieten.

## Vorstand
Der aktuelle Vorstand der German UPA wurde im Rahmen der Vollversammlung am 6. März 2025 gewählt.
- Präsident: Thomas Jackstädt
- Vize-Präsidentin: Jana Hesselbarth
- Schriftführer: Michael Jendryschik
- Fachvorstand: Dominique Winter
- Öffentlichkeitsarbeit und Marketing: Matthias C. Schroeder
- Schatzmeister: Florian Steier

## Aktivitäten
Die German UPA koordiniert und unterstützt die deutschsprachigen Aktivitäten zum World Usability Day (jährlich am 2. Donnerstag im November).
Im Bereich Nachwuchsförderung veranstaltet die German UPA jährlich eine kostenfreie „Summer School“, in der UX/Usability Grundlagen an Studenten vermittelt werden.
Zusammen mit dem Fachbereich Mensch-Computer-Interaktion der Gesellschaft für Informatik organisiert die German UPA seit 2003 die Konferenzreihe Mensch und Computer.
Darüber hinaus richtet die German UPA mit dem UX Festival eine der größten deutschsprachigen UX-Veranstaltungen mit etwa 300 Teilnehmenden aus.
Seit 2007 veröffentlicht der Verband jährlich den Branchenreport, der einen Ein- und Überblick über die deutsche UX/Usability-Branche gibt.
Die Mitglieder des German UPA e. V. können der Mitgliederversammlung themenbezogene Arbeitskreise vorschlagen. Wird ein Arbeitskreis durch die Mitgliederversammlung bestätigt gilt der Arbeitskreis als gegründet und ist ein Organ des Vereins.
So beschäftigten sich Arbeitskreise mit Themen wie Automotive Systems, Barrierefreiheit, Inhouse-UX, Interkulturalität, Nachwuchsförderung, Qualitätsstandards, Return on Invest UX, Usability in der Medizintechnik, Usable Security & Privacy, User Research, The Positive X.

### Die Arbeitskreise der German UPA
Die German UPA hat derzeit 20 Arbeitskreise.
- Arbeitskreis Automotive Systems
- Arbeitskreis Barrierefreiheit
- Arbeitskreis Design for Sustainability
- Arbeitskreis Digitale Verwaltung
- Arbeitskreis EthiX
- Arbeitskreis Gamification
- Arbeitskreis Geo UX
- Arbeitskreis Inhouse-UX
- Arbeitskreis Interkulturalität
- Arbeitskreis Künstliche Intelligenz
- Arbeitskreis Med & Health
- Arbeitskreis Nachwuchsförderung
- Arbeitskreis Qualitätsstandards
- Arbeitskreis The Positive UX
- Arbeitskreis Usable Security & Privacy
- Arbeitskreis User Research
- Arbeitskreis UX Freiberufler & Selbstständige
- Arbeitskreis UX-Management
- Arbeitskreis UX Strategie
- Arbeitskreis UX Writing

## Vergebene Auszeichnungen
Seit 2012 vergibt die German UPA jährlich den User Experience Achievement Award (bis 2021 „Usability Achievement Award“). Preisträger sind
- 2012: Petra Kowallik – für Verdienste im Bereich Barrierefreiheit
- 2013: Thomas Geis – für Verdienste im Bereich Zertifizierung[11]
- 2014: Astrid Beck und Anja Wipfler – für Verdienste im Bereich Nachwuchsförderung[12]
- 2015: Matthias C. Schroeder – für Verdienste im Zusammenhang mit seinem über 10-jährigen Engagement für die German UPA[13]
- 2016: Kostanija Petrovic – für Verdienste als Präsidentin der German UPA von 2010–2015[14]
- 2017: Henning Brau – für Verdienste in verschiedenen Vorstands-Resorts: 2008–2010 Präsident, 2007–2008 Vizepräsident, 2012–2014 Fachvorstand, 2010–2011 Schriftführer[15]
- 2018: Sarah Diefenbach – für Verdienste im Bereich „Bildung“[16]
- 2019: Andreas Lehmann – für Verdienste als Vizepräsident 2010 – 2014, Mitorganisator „World Usability Day“, Mitarbeiter „AK Medizintechnik“ und „Regionalgruppe München“[17]
- 2020: Anne-Marie-Nebe – für Verdienste im Bereich Barrierefreiheit[18]
- 2021: Dominique Winter – für seine Publikationen, sein Engagement und seine Aktivitäten im Bereich UX
- 2022: Rolf Molich – für sein Lebenswerk und insbesondere für die Entwicklung der Methode Heuristische Evaluierung und der Zertifizierungen im UX Bereich[19]
- 2023: Melanie Wieland
- 2024: Ulf Schubert